# Oliarus chipetana
Oliarus chipetana är en insektsart som beskrevs av Van Stalle 1987. Oliarus chipetana ingår i släktet Oliarus och familjen kilstritar. Inga underarter finns listade i Catalogue of Life.